# 리버풀
리버풀(Liverpool)은 잉글랜드 북서부 머지사이드주의 도시로 2015년 기준으로 인구는 478,580 명이다. 머지강 어귀의 동쪽에 자리잡고 있다. 주변 광역 도시권까지 포함하면 2011년 기준으로 2,240,000명이며 영국에서 다섯 번째로 큰 대도시권이다.

## 역사
1207년에 자치구가 되었고, 1880년에 도시가 되었다. 1889년에 랭커셔주로부터 독립적인 자치구가 되었다.
산업 혁명과 더불어 영국 제1의 항만으로 성장하였다. 원자재 수입과 공산품 수출은 물론이고, 대서양 노예 무역 또한 이곳에서 이뤄졌다. 이 때문에 리버풀은 세계적인 해운사인 커나드(Cunard), 화이트 스타 라인(White Star Line)의 본거지였으며 RMS 타이타닉(RMS Titanic), RMS 루시타니아(RMS Lusitania), RMS 올림픽(RMS Olympic), RMS 퀸 메리(RMS Queen Mary), RMS 퀸 엘리자베스(RMS Queen Elizabeth)와 같은 거대 선박의 등록 항구이기도 했다.
이 도시에서 결성된 비틀즈로 인해 이전의 산업 도시에서 관광 도시의 이미지도 가지게 되었다. 또한 세계적으로 유명한 그랜드 내셔널 경마는 매년 도시의 외곽에 있는 에인트리 경마장(Aintree Racecourse)에서 열린다. 2007년에 창립 800주년을 맞았으며 2008년 노르웨이의 스타방에르와 함께 유럽 문화 수도로 지정되었다.
도심의 일부 지역인 피어 헤드(Pier Head), 앨버트 독(Albert Dock) 및 윌리엄 브라운 스트리트(William Brown Street)는 2004년에 유네스코에 의해 리버풀 해상 상업 도시(The Liverpool Maritime Mercantile City)로써 세계유산 지위를 부여받았다. 하지만 브램리무어 도크 경기장 건설 등을 이유로 2021년 제명되었다.
1800년대 세계 물동량의 절반이 리버풀 항구를 거쳤을 만큼 세계적인 무역항을 갖춘 항구 도시였던 리버풀의 흔적은 다양한 인구, 문화, 종교를 가진 여러 인종의 공동체로 남아 있다. 특히 아일랜드, 웨일스 출신의 영국인이 많이 살며 가장 오래된 아프리카 흑인 공동체와 유럽에서 가장 오래된 차이나타운의 본거지이기도 하다.

## 기후
| 리버풀 (크로스비)의 기후                                       | 리버풀 (크로스비)의 기후 | 리버풀 (크로스비)의 기후 | 리버풀 (크로스비)의 기후 | 리버풀 (크로스비)의 기후 | 리버풀 (크로스비)의 기후 | 리버풀 (크로스비)의 기후 | 리버풀 (크로스비)의 기후 | 리버풀 (크로스비)의 기후 | 리버풀 (크로스비)의 기후 | 리버풀 (크로스비)의 기후 | 리버풀 (크로스비)의 기후 | 리버풀 (크로스비)의 기후 | 리버풀 (크로스비)의 기후 |
| 월                                                             | 1월                      | 2월                      | 3월                      | 4월                      | 5월                      | 6월                      | 7월                      | 8월                      | 9월                      | 10월                     | 11월                     | 12월                     | 연간                     |
| -------------------------------------------------------------- | ------------------------ | ------------------------ | ------------------------ | ------------------------ | ------------------------ | ------------------------ | ------------------------ | ------------------------ | ------------------------ | ------------------------ | ------------------------ | ------------------------ | ------------------------ |
| 역대 최고 기온 °C (°F)                                         | 15.1 (59.2)              | 18.9 (66.0)              | 21.2 (70.2)              | 24.6 (76.3)              | 28.2 (82.8)              | 30.7 (87.3)              | 35.5 (95.9)              | 34.5 (94.1)              | 30.4 (86.7)              | 25.9 (78.6)              | 18.7 (65.7)              | 15.8 (60.4)              | 35.5 (95.9)              |
| 일평균 최고 기온 °C (°F)                                       | 7.5 (45.5)               | 7.9 (46.2)               | 9.9 (49.8)               | 12.8 (55.0)              | 15.9 (60.6)              | 18.4 (65.1)              | 20.0 (68.0)              | 19.7 (67.5)              | 17.7 (63.9)              | 14.2 (57.6)              | 10.5 (50.9)              | 8.0 (46.4)               | 13.6 (56.5)              |
| 일일 평균 기온 °C (°F)                                         | 5.2 (41.4)               | 5.3 (41.5)               | 6.9 (44.4)               | 9.2 (48.6)               | 12.1 (53.8)              | 14.9 (58.8)              | 16.7 (62.1)              | 16.6 (61.9)              | 14.5 (58.1)              | 11.4 (52.5)              | 8.1 (46.6)               | 5.6 (42.1)               | 10.5 (50.9)              |
| 일평균 최저 기온 °C (°F)                                       | 2.8 (37.0)               | 2.7 (36.9)               | 3.9 (39.0)               | 5.6 (42.1)               | 8.3 (46.9)               | 11.3 (52.3)              | 13.5 (56.3)              | 13.5 (56.3)              | 11.2 (52.2)              | 8.5 (47.3)               | 5.7 (42.3)               | 3.1 (37.6)               | 7.5 (45.5)               |
| 역대 최저 기온 °C (°F)                                         | −13.1 (8.4)              | −11.3 (11.7)             | −8.6 (16.5)              | −5.6 (21.9)              | −1.7 (28.9)              | 1.0 (33.8)               | 5.0 (41.0)               | 3.1 (37.6)               | 1.7 (35.1)               | −2.9 (26.8)              | −7.5 (18.5)              | −17.6 (0.3)              | −17.6 (0.3)              |
| 평균 강수량 mm (인치)                                          | 69.4 (2.73)              | 57.1 (2.25)              | 53.3 (2.10)              | 49.8 (1.96)              | 52.5 (2.07)              | 64.4 (2.54)              | 65.5 (2.58)              | 72.1 (2.84)              | 76.6 (3.02)              | 89.7 (3.53)              | 82.2 (3.24)              | 91.9 (3.62)              | 824.3 (32.45)            |
| 평균 강수일수 (≥ 1.0 mm)                                       | 13.8                     | 11.5                     | 11.3                     | 10.0                     | 9.8                      | 10.4                     | 11.0                     | 12.2                     | 11.8                     | 14.4                     | 15.5                     | 15.4                     | 146.9                    |
| 평균 강설일수                                                  | 6                        | 5                        | 4                        | 2                        | 0                        | 0                        | 0                        | 0                        | 0                        | 0                        | 1                        | 4                        | 22                       |
| 평균 상대 습도 (%)                                             | 85.1                     | 83.5                     | 80.7                     | 77.9                     | 76.6                     | 78.9                     | 79.0                     | 80.1                     | 81.9                     | 84.6                     | 85.1                     | 85.6                     | 80.8                     |
| 평균 월간 일조시간                                             | 56.0                     | 70.3                     | 105.1                    | 154.2                    | 207.0                    | 191.5                    | 197.0                    | 175.2                    | 132.7                    | 97.3                     | 65.8                     | 46.8                     | 1,499.1                  |
| 평균 일일 낮 시간                                              | 8.2                      | 9.9                      | 11.9                     | 14.1                     | 15.9                     | 16.9                     | —                        | 14.7                     | 12.7                     | 10.5                     | 8.6                      | 7.6                      | —                        |
| 출처 1: 영국 기상청 (평년값: 1991년~2020년, 극값: 1867년~현재) |                          |                          |                          |                          |                          |                          |                          |                          |                          |                          |                          |                          |                          |
| 출처 2: 영국 국립 해양학 센터, CEDA Archive                    |                          |                          |                          |                          |                          |                          |                          |                          |                          |                          |                          |                          |                          |

## 스포츠
리버풀은 세계적으로 유명한 축구 팀인 리버풀 FC(Liverfool Football Club)와 에버턴 FC(Everton Football Club)의 연고지이다. 특히 리버풀과 에버턴 간의 경기는 머지사이드 더비라고 불리며, 전세계의 축구 팬들의 관심 대상이다.
리버풀 FC는 UEFA 챔피언스리그 우승 6회, 1부 리그 우승 19회 등의 기록을 가지고 있으며 역대 명경기 중 하나로 뽑히는 이스탄불의 기적으로도 유명하다. 리버풀 FC는 잉글랜드 클럽 중에서 유일하게 UEFA 챔피언스리그의 우승 트로피를 영구 소장하고 있다.

## 자매 도시
- 독일 쾰른 (1952년)
- 아일랜드 더블린 (1997년)
- 중국 상하이 시 (1999년)
- 브라질 리우데자네이루 (2003년)

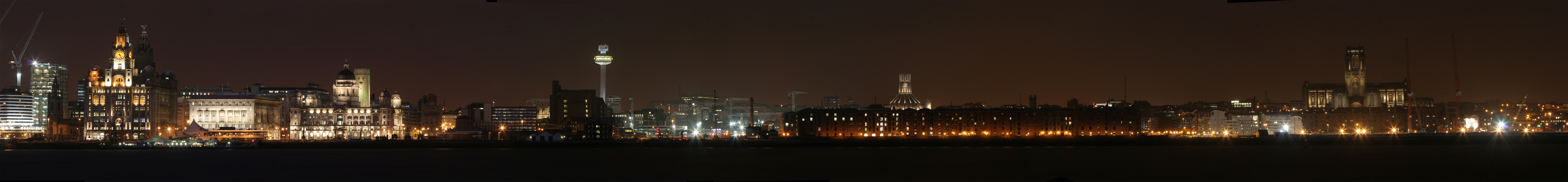
리버풀 부두에서 바라본 시의 야경

## 같이 보기
- 대서양사
- 삼각 무역
- 분류:리버풀의 문화